# Antoine Pervinquière
Pour les articles homonymes, voir Pervinquière.
Antoine Pervinquière est un homme politique français né le 6 août 1788 à Fontenay-le-Comte (Vendée) et décédé le 20 septembre 1867 à Poitiers (Vienne).

## Biographie
Fils de Séverin Pervinquière, il est sous-préfet sous la Restauration et député de la Vienne de 1849 à 1851, siégeant à droite, avec les monarchistes.

## Sources
- « Antoine Pervinquière », dans Adolphe Robert et Gaston Cougny, Dictionnaire des parlementaires français, Edgar Bourloton, 1889-1891 [détail de l’édition]